# Liste der Stolpersteine in Bautzen
Die Liste der Stolpersteine in Bautzen enthält die Stolpersteine, die im Rahmen des gleichnamigen Kunst-Projektes von Gunter Demnig in Bautzen verlegt wurden, bisher sind 34 dokumentiert.

## Hintergrund
Mit diesen Gedenksteinen soll Opfern des Nationalsozialismus gedacht werden, die in Bautzen lebten und wirkten. Der Bautzener Stadtrat hatte 2007 einstimmig beschlossen, die Aktion des Kölner Künstlers Gunter Demnig zu unterstützen. Erste Stolpersteine wurden im Juli 2007 verlegt, weitere folgten 2008, 2010 und 2014. Am 3. Dezember 2019 und am 4. Oktober 2023 wurden je drei weitere Stolpersteine verlegt. Insgesamt wurden bisher 39 Stolpersteine an 11 Adressen verlegt.

## Liste der Stolpersteine in Bautzen
Zusammengefasste Adressen zeigen an, dass mehrere Stolpersteine an einem Ort verlegt wurden. Die Tabelle ist teilweise sortierbar; die Grundsortierung erfolgt alphabetisch nach der Adresse. Die Spalte Person, Inschrift wird nach dem Namen der Person alphabetisch sortiert.
| Bild | Adresse                           | Verlegedatum  | Person, Inschrift | Kurzvita / Anmerkungen |
| --- | --------------------------------- | ------------- | --- | --- |
| | Berta-von-Suttner-Straße 2 (Lage) | 3. Dez. 2019  | Hier wohnte Kurt Pschalek Jg. 1900 Im Widerstand / KPD Verhaftet 1936 Illegale Parteiarbeit Zuchthaus Waldheim 1939 Sachsenhausen Hingerichtet 11.10.1944 | Kurt Pchalek |
| | Dr.-Ernst-Mucke-Straße 1 (Lage)   | 11. Juni 2010 | Hier wohnte Elsa Sabath geb. Horowitz Jg. 1880 deportiert 1942 Theresienstadt 1944 Auschwitz ermordet                                                     | |
| | Dr.-Ernst-Mucke-Straße 1 (Lage)   | 11. Juni 2010 | Hier wohnte Alice Sabath Jg. 1905 deportiert 1942 Auschwitz ermordet                                                                                      | |
| | Dr.-Ernst-Mucke-Straße 1 (Lage)   | 11. Juni 2010 | Hier wohnte Martha Steglich geb. Sabath Jg. 1907 vor Deportation Febr. 1945 versuchte Flucht in den Tod überlebt                                          | |
| | Dr.-Ernst-Mucke-Straße 1 (Lage)   | 11. Juni 2010 | Hier wohnte Käthe Sabath Jg. 1917 deportiert 1942 Auschwitz ermordet                                                                                      | |
| | Dr.-Ernst-Mucke-Straße 1 (Lage)   | 11. Juni 2010 | Hier wohnte Hans Sabath Jg. 1920 verhaftet 1938 Sachsenhausen Flucht 1938 Palästina überlebt                                                              | |
| | Dr.-Peter-Jordan-Straße 3 (Lage)  | 20. Juni 2008 | Hier wohnte Dr. Ernst Altmann Jg. 1894 Flucht 1939 England überlebt                                                                                       | |
| | Dr.-Peter-Jordan-Straße 3 (Lage)  | 20. Juni 2008 | Hier wohnte Hedwig Ehrlich geb. Altmann Jg. 1889 deportiert 1943 ermordet 1943 in Auschwitz                                                               | |
| | Dr.-Peter-Jordan-Straße 3 (Lage)  | 20. Juni 2008 | Hier wohnte Günther Ehrlich Jg. 1918 Flucht 1939 England / Kanada überlebt                                                                                | |
| | Dr.-Peter-Jordan-Straße 3 (Lage)  | 20. Juni 2008 | Hier wohnte Karl Wolfgang Ehrlich Jg. 1913 Flucht 1939 England / Australien überlebt                                                                      | |
| | Reichenstraße 29 (Lage)           | 12. Sep. 2014 | Hier wohnte und arbeitete Alfred Kristeller Jg. 1894 Flucht 1935 Tschechoslowakei vor Verhaftung wegen Rassenschande tot 30.1.1939                        | Alfred Kristeller wurde als Holocaustopfer betrachtet, weil nach Angaben der Bundesarchiv-Residentenliste, ist er schon am 30. Januar 1938 (nicht 1939) infolge einer Polizeiaktion gestorben. |
| | Reichenstraße 29 (Lage)           | 10. Juli 2007 | Hier wohnte Isaak Majer Grossmann Jg. 1899 deportiert 1943 Auschwitz überlebt                                                                             | |
| | Reichenstraße 29 (Lage)           | 10. Juli 2007 | Hier wohnte Rachel Regina Grossmann geb. Grünberg Jg. 1904 deportiert 1943 ermordet in Auschwitz                                                          | |
| | Reichenstraße 29 (Lage)           | 10. Juli 2007 | Hier wohnte Bernhard Leopold Grossmann Jg. 1924 Flucht 1939 Belgien/Frankreich überlebt                                                                   | |
| | Reichenstraße 29 (Lage)           | 10. Juli 2007 | Hier wohnte Wilhelm Grossmann Jg. 1926 Flucht 1939 Belgien/Frankreich überlebt                                                                            | |
| | Schmoler Weg 4 (Lage)             | 5. Juni 2014  | Hier lebten Pflegeheim Bautzen-Seidau | Kopfstein für eine Opfergruppe des Pflegeheims Seidau |
| | Schmoler Weg 4 (Lage)             | 5. Juni 2014  | Friedrich August Kulas Jg. 1908 ‘verlegt‘ 8.5.1941 Pirna-Sonnenstein ermordet 8.5.1941 Aktion T4                                                          | |
| | Schmoler Weg 4 (Lage)             | 5. Juni 2014  | Johannes Karl Dellai Jg. 1922 ‘verlegt‘ 19.5.1941 Pirna-Sonnenstein ermordet 19.5.1941 Aktion T4                                                          | |
| | Schmoler Weg 4 (Lage)             | 5. Juni 2014  | Maria Magdalena Khilan Jg. 1896 ‘verlegt‘ 19.5.1941 Pirna-Sonnenstein ermordet 19.5.1941 Aktion T4                                                        | |
| | Schmoler Weg 4 (Lage)             | 5. Juni 2014  | Meta M. Elise Larass Jg. 1877 ‘verlegt‘ 8.5.1941 Pirna-Sonnenstein ermordet 8.5.1941 Aktion T4                                                            | |
| | Schmoler Weg 4 (Lage)             | 5. Juni 2014  | Paul Hermann Pietsch Jg. 1897 ‘verlegt‘ 17.7.1941 Pirna-Sonnenstein ermordet 17.7.1941 Aktion T4                                                          | |
| | Schmoler Weg 4 (Lage)             | 5. Juni 2014  | Rudolf Karl Richter Jg. 1918 ‘verlegt‘ 8.5.1941 Pirna-Sonnenstein ermordet 8.5.1941 Aktion T4                                                             | |
| | Siebergasse 2 (Lage)              | 10. Juli 2007 | Hier wohnte Samuel Nussenbaum Jg. 1896 deportiert 1942 Riga Transportschiff aus Stutthof ertrunken 1945                                                   | |
| | Siebergasse 2 (Lage)              | 10. Juli 2007 | Hier wohnte Regina Nussenbaum geb. Grünberg Jg. 1898 deportiert 1942 Riga ermordet 1944 in Stutthof                                                       | |
| | Siebergasse 2 (Lage)              | 10. Juli 2007 | Hier wohnte Heinrich Nussenbaum Jg. 1922 Flucht 1937 USA überlebt                                                                                         | |
| | Siebergasse 2 (Lage)              | 10. Juli 2007 | Hier wohnte Max Jacob Nussenbaum Jg. 1924 Flucht 1939 USA überlebt                                                                                        | |
| | Siebergasse 2 (Lage)              | 10. Juli 2007 | Hier wohnte Siegfried Nussenbaum Jg. 1925 deportiert 1942 Riga ermordet 1945 in Stutthof                                                                  | |
| | Siebergasse 2 (Lage)              | 10. Juli 2007 | Hier wohnte Isidor Nussenbaum Jg. 1927 deportiert 1943 Stutthof überlebt                                                                                  | |
| | Siebergasse 2 (Lage)              | 10. Juli 2007 | Hier wohnte Doris Nussenbaum Jg. 1930 deportiert 1942 Riga ermordet 1945 in Stuttenhof                                                                    | |
| | Steinstraße 21 (Lage)             | 3. Dez. 2019  | Hier wohnte Christine E. Petrich Jg. 1938 Eingewiesen 29.9.1943 Heilanstalt Grossschweidnitz 'Kinderabteilung' Ermordet 30.12.1943                        | Christine E. Petrich |
| | Taucherstraße 6 (Lage)            | 20. Juni 2008 | Hier wohnte Curt Altmann Jg. 1888 Flucht 1939 USA überlebt                                                                                                | |
| | Taucherstraße 6 (Lage)            | 20. Juni 2008 | Hier wohnte Else Bertholde Altmann geb. Cohn Jg. 1900 Flucht 1939 USA überlebt                                                                            | |
| | Taucherstraße 6 (Lage)            | 20. Juni 2008 | Hier wohnte Günter Altmann Jg. 1924 Flucht 1940 USA überlebt                                                                                              | |
| | Taucherstraße 6 (Lage)            | 20. Juni 2008 | Hier wohnte Dieter Altmann Jg. 1929 Flucht 1939 USA überlebt                                                                                              | |
| | Töpferstraße 35 (Lage)            | 3. Dez. 2019  | Hier wohnte Elise Sussmann Geb. Zander Jg. 1879 Deportiert 1943 Ermordet in Auschwitz                                                                     | Elise Sussmann |
| | Tuchmacherstraße 2 (Lage)         | 11. Juni 2010 | Hier wohnte Isidor Kohn Jg. 1886 Flucht 1939 Chile überlebt                                                                                               | |
| | Tuchmacherstraße 2 (Lage)         | 11. Juni 2010 | Hier wohnte Sofie Kohn geb. Eckstein Jg. 1889 Flucht 1939 Chile überlebt                                                                                  | |
| Bild gesucht Der Benutzer GeorgDerReisende ( Diskussion ) wünscht sich an dieser Stelle ein Bild vom Ort mit diesen Koordinaten 51.17874 14.43248 . Motiv: Wallstraße 8: die Stolpersteine für die Familie Hamburger, die Lage und das Haus Falls du dabei helfen möchtest, erklärt die Anleitung , wie das geht. BW | Wallstraße 8 (Lage)               | 4. Okt. 2023  | Hier wohnte Julius Hamburger Jg. 1882 Deportiert 1942 Ghetto Riga Ermordet 8.9.1942                                                                       | Julius Hamburger |
| Bild gesucht Die Wikipedia wünscht sich an dieser Stelle ein Bild vom hier behandelten Ort. Falls du dabei helfen möchtest, erklärt die Anleitung , wie das geht. BW | Wallstraße 8 (Lage)               | 4. Okt. 2023  | Hier wohnte Cäcilie Hamburger Geb. Holländer Jg. 1891 Deportiert 1942 Ghetto Riga Ermordet 8.9.1942                                                       | Cäcilie Hamburger |
| Bild gesucht Die Wikipedia wünscht sich an dieser Stelle ein Bild vom hier behandelten Ort. Falls du dabei helfen möchtest, erklärt die Anleitung , wie das geht. BW | Wallstraße 8 (Lage)               | 4. Okt. 2023  | Hier wohnte Hertha Rosenthal Geb. Hamburger Jg. 1911 Deportiert 1942 Ghetto Riga Ermordet 8.9.1942                                                        | Hertha Rosenthal |